# Lucky Blue Smith
Lucky Blue Smith, né le 4 juin 1998, est un mannequin américain, batteur d'un groupe de rock et jeune acteur. Il est repéré à dix ans et intègre une agence de mannequinat internationale à l'âge de douze ans.
Il est connu pour ses cheveux blond platine bien que sa couleur naturelle soit le blond cendré.

## Biographie
Né à Spanish Fork dans l'Utah, Lucky Blue Smith grandit auprès de ses parents, Sheridan (ancienne mannequin), Dallon (entrepreneur dans une compagnie de cordes pour guitare) et de ses trois sœurs aînées, Starlie, Daisy et Pyper.

## Carrière de mannequin
Il a été repéré avec ses trois sœurs dans l'Utah à l'âge de dix ans et commence sa carrière deux ans plus tard. Après avoir signé avec l'agence NEXT Model Management, la famille Smith (appartenant aux Mormons) déménage pour Los Angeles où les plus jeunes enfants reçoivent l'éducation à domicile. Peu après leur arrivée, Smith et ses sœurs sont photographiés par Hedi Slimane pour Vogue Hommes Japan qui générera une attention immédiate.
La carrière de Lucky Blue démarre particulièrement après qu'il s'est teint les cheveux en blond platine sur les conseils de son agent,. Depuis 2015, il est apparu sur une douzaine de couvertures de magazines et fait l'affiche des campagnes de mode pour Philipp Plein ou Tom Ford. Il apparaît dans la publicité de Tom Ford avec Lady Gaga pour la collection Printemps-Été 2016 avec Xiao Wen Ju, Lexi Boling (en), Aymeline Valade, Kayla Scott et Valery Kaufman (es). Smith a travaillé pour de nombreuses marques telles que Tom Ford, Versace, Michael Kors, Etro ou Bottega Veneta. Il a aussi été la vedette de campagnes publicitaires pour CK One (photographié par Mario Sorrenti), Moncler (photographié par Annie Leibovitz), et d'autres campagnes pour Gap ou Tommy Hilfiger. Il a également été l'égérie de publicités pour Levi's et H&M ainsi que pour la couverture du magazine Harper's Bazaar.
En janvier 2017, il fait partie des Millennials qui défilent pour Dolce & Gabbana lors de la Fashion Week automne-hiver de Milan, aux côtés de Juanpa Zurita, Diggy Simmons, Austin Mahone ou encore Cameron Dallas.

## Carrière musicale
En 2009, Lucky Blue et ses trois sœurs, Pyper America, Starlie Cheyenne et Daisy Clementine (qui sont aussi mannequins), ont formé un groupe de musique  surf-rock qu'ils nomment 'The Atomics'. Smith, batteur du groupe se découvre alors une véritable passion pour la musique,. Le groupe est également représenté par l'agence NEXT,.

## Récompenses
En 2015, Smith est élu « Mannequin Homme du Moment » par le magazine Teen Vogue . En tant que nouveau venu, il a été classé dans le « Top 50 des Mannequins Homme » en 2015 par le site Models.com's et est devenu le second mannequin homme le plus suivi sur les réseaux sociaux. Étant l'équivalent masculin des instagirls, beaucoup dans l'industrie de la mode reconnaissent que la popularité de Lucky Blue Smith, en particulier auprès des jeunes adolescents sur les réseaux sociaux, est un facteur décisif pour les marques et éditeurs qui l'ont engagé,,.

## Vie privée
Il est papa de quatre enfants.
La première, Gravity Blue Smith née le 26 juillet 2017 de sa précédente union avec la mannequin Stormi Henley.
Rumble Honey, née le 7 octobre 2020, Slim Easy, né le 6 janvier 2022 et Whimsy Lou, née le 9 avril 2024 de sa relation avec la mannequin Nara Pellman, avec qui il est marié depuis le 21 février 2020.

## Apparitions
- 2015 The Ellen DeGeneres Show[21]
- 2016 Love Everlasting